# Rothenburg ob der Tauber
Rotemburgo (en alemán: Rothenburg ob der Tauber) es una ciudad del distrito de Ansbach en el estado federado de Baviera, Alemania. Hasta el año de 1803 fue una ciudad imperial libre y hoy en día es una atracción turística de fama mundial por su bien conservado centro medieval.

## Historia
En 970 se creó la parroquia de Detwang, hoy un barrio de la ciudad, y a continuación se construyó el castillo de Grafenburg oberhalb der Tauber de donde se origina la designación "ob der Tauber" y que significa "sobre el río Tauber". Este castillo fue destruido por el terremoto de 1356. La ciudad fue elevada al rango de Ciudad Imperial Libre entre 1170 y 1240. La figura más prominente de la época medieval de Rothenburg fue Heinrich Toppler (ca. 1340–1408), que con su enérgica política y compras de terreno influenció el desarrollo de la ciudad por muchos años después de su muerte.

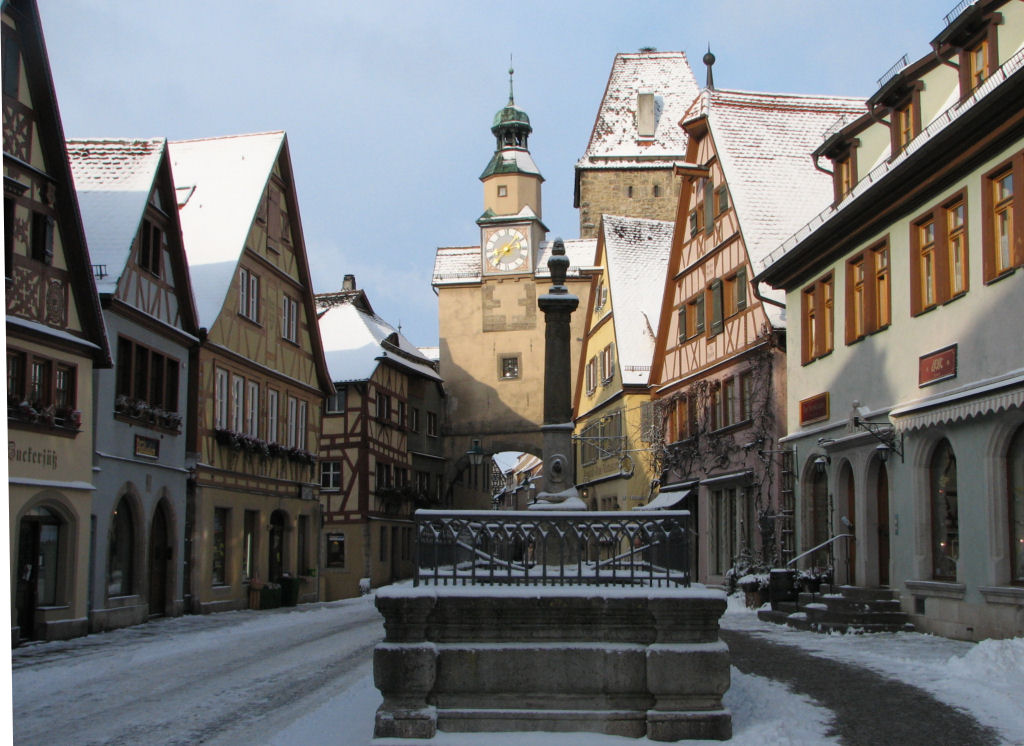
Vista de Rothenburg.

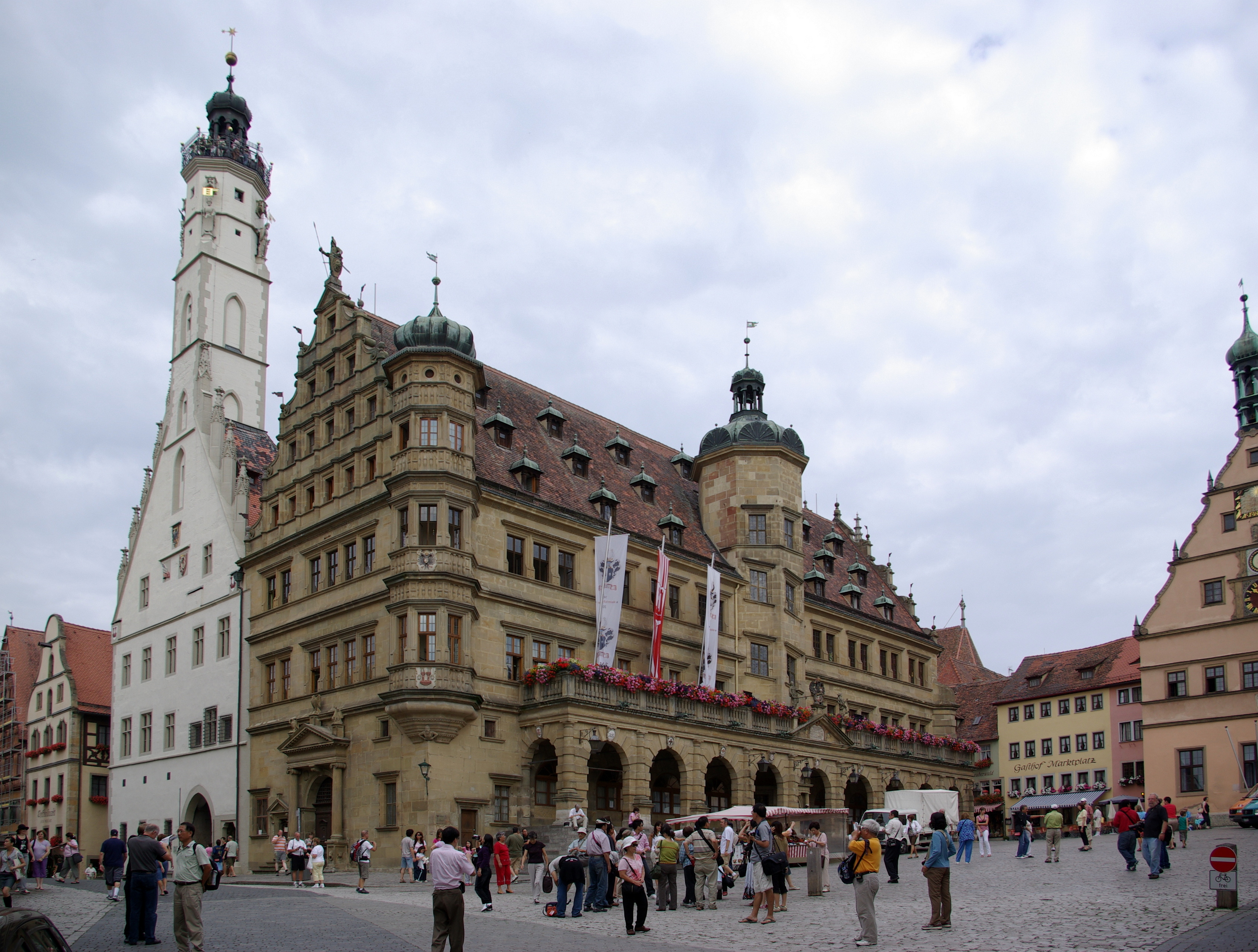
Ayuntamiento en la Plaza del Mercado.

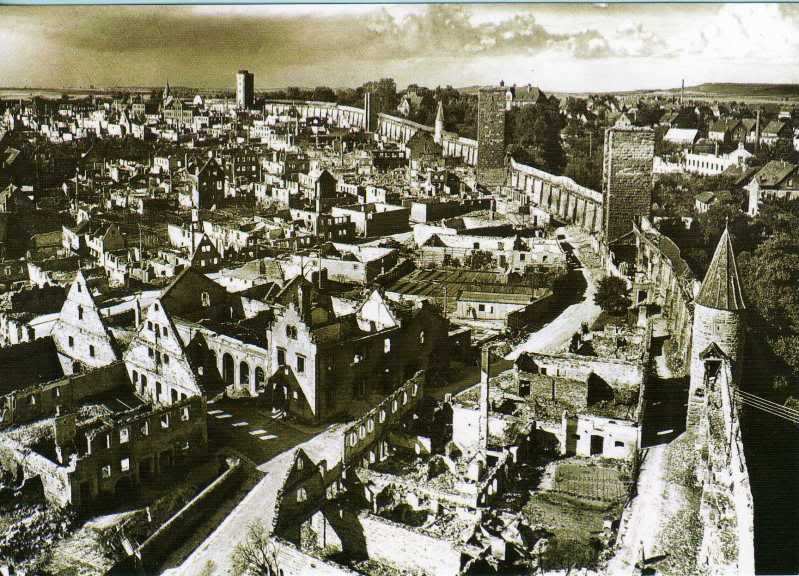
Rothenburg en 1945 tras el bombardeo aliado.

En 1631, durante la guerra de los Treinta Años la ciudad fue tomada por Johann Tserclaes, conde de Tilly. Este hecho dio origen a la tradicional celebración anual del Meistertrunk (trago maestro), con una pieza alegórica. Según dice la tradición, Tilly hizo prisioneros a los concejales del ayuntamiento, los condenó a muerte y ordenó que la ciudad fuese quemada. El alcalde de Rothenburg le dio como ofrenda de bienvenida vino servido en un magnífico y colorido vaso de vidrio de 3¼ litros. Tilly, ligeramente aplacado por el gesto, ofreció respetar la integridad de la ciudad si alguien era capaz de beberse el vino de la jarra en un solo trago. El alcalde, Georg Nusch, se ofreció voluntariamente para el intento, y para el asombro de todos y en particular de Tilly, Nusch procedió a bebérselo de un solo trago, con lo que la ciudad fue salvada de la destrucción.
Después de que las últimas tropas abandonaran la ciudad en 1650, el desarrollo de la ciudad quedó paralizado y Rothenburg perdió significancia. Esta es la razón por la cual los edificios de esta época, en su mayor parte, se han conservado hasta el día de hoy. 
En 1803, con la mediatización y secularización del Sacro Imperio Romano Germánico, Rothenburg pasó a formar parte de Baviera. En estos años la ciudad llegó a ser un destino turístico favorito de ingleses y franceses. Durante la República de Weimar Rothenburg se convirtió en un fuerte apoyo del partido nacionalsocialista. En las elecciones de 1933 los ciudadanos de Rothenburg dieron a los nacionalsocialistas el 83% de los votos.
El 31 de marzo de 1945, la ciudad fue bombardeada por la fuerza aérea de Estados Unidos, lo que resultó en la destrucción del 40% de la ciudad. Los edificios destruidos fueron reconstruidos en su forma original después de la guerra, en parte, con la ayuda de donaciones de miembros del ejército estadounidense.[cita requerida]
El 17 de abril de 1945, en los últimos días de la Segunda Guerra Mundial, el general Devers del ejército de Estados Unidos dio la orden para que la ciudad fuese atacada por la artillería. La ciudad fue salvada por John Jay McCloy, quien pidió permiso para solicitar la rendición incondicional de la ciudad antes del ataque. La madre de McCloy había visitado Rothenburg antes de la guerra y le había contado de la belleza medieval de la ciudad, por lo que McCloy era reacio a destruirla. El comandante regional alemán rechazó la oferta, pero el mayor Thömmes, al mando de las tropas alemanas de la ciudad, ignoró esta orden y rindió la ciudad.

## Economía
El turismo impregna toda la actividad económica de la ciudad. Rothenburg, con sus estrechas callejuelas, pequeñas plazas y pintorescos edificios, ha pasado a ser la imagen de la Alemania romántica en la imaginación de muchos. El conjunto en la esquina del Plönlein, una plazuela en la Schmiedgasse, es una de las imágenes más conocidas de Alemania. Rothenburg es visitada por turistas de todo el mundo, pero es en particular un lugar preferido de los turistas japoneses.
Debido a su aspecto medieval, Rothenburg ha aparecido en varias producciones de cine, como El enigma de Kaspar Hauser, de Werner Herzog, y Chitty Chitty Bang Bang. Fue la inspiración para el pueblo en el videojuego Monkey Island, en la producción de Disney de Pinocho y de la serie de anime A Little Snow Fairy sugar.

## Lugares de interés

### Centro histórico
Rothenburg ob der Tauber posee una arquitectura medieval difícil de igualar, ya que su casco antiguo está perfectamente conservado, con calles adoquinadas y plazas con casas de entramados de madera. Está considerada como la ciudad prototipo alemana. 

### Sankt Jakob
La Iglesia de Sankt Jakob fue construida en estilo gótico entre los años 1311 y 1485. Posee una característica que la diferencia de las otras iglesias, y es que el coro fue construido sobre una de las calles de la ciudad formando un puente. En su interior encontramos piezas de gran valor, como el altar de la Santísima Sangre o el altar de los doce apóstoles, también de gran interés son los vitrales del coro realizados entre los años 1350 y 1400.

### Murallas
La ciudad aún conserva su recinto amurallado en forma de ocho, con dobles baluartes, erigidos por Leonhard Weidmann. Podemos hallar un grabado en la última piedra del arco de la puerta, en la parte exterior del mismo, que reza: "Paz a los que entran, prosperidad para los que salen". Esta inscripción fue realizada en latín por Weidmann en el año 1586.